# Shokuiku
Shokuiku (Kanji: 食育) es el término japonés para «educación alimentaria». La ley la define como «aprender sobre comida y nutrición, así como la habilidad de tomar decisiones acertadas a través de la experiencia práctica con la comida, con el objeto de desarrollar las capacidades de las personas de vivir siguiendo una dieta saludable».
Fue introducido por Sagen Ishizuka, un médico militar y pionero de la dieta macrobiótica. Tras la introducción de la comida rápida occidental a finales del siglo XX, el gobierno japonés ordenó que se educara sobre nutrición y el origen de la comida, comenzando con la Ley Básica del Shokuiku en 2005 y seguida por la Ley de la Sanidad en las Escuelas en 2008. Las universidades han implementado programas para enseñar shokuiku en las escuelas así como investigar su efectividad mediante estudios académicos.
Las principales preocupaciones que llevaron al desarrollo de la ley shokuiku incluyen:
- Escolares que se saltaban el desayuno.
- Niños que compran comidas en una tienda de conveniencia en lugar de comer con sus padres.[2]
- Familias que no comen juntas.

En las clases sobre shokuiku se enseñan los procesos de preparación de alimentos, como la agricultura o la fermentación; cómo los aditivos crean sabor; y de dónde viene la comida.